# Viverra megaspila
Viverra megaspila (вівера плямиста) — вид ссавців родини віверових (Viverridae).

## Поширення
Країни поширення: Камбоджа, південний Китай, Лаос, Малайський півострів, Таїланд, В'єтнам, М'янма. На більшій частині ареалу щільність населення низька. Останні записи йдуть в основному з вічнозелених лісів, але Viverra megaspila також присутній у порушених лісах.

## Морфологія
Морфометрія. Довжина голови й тіла: 720—850 мм, довжина хвоста: 300—370 мм, довжина задньої ступні: 130—138 мм, вага: 8–9 кг.
Опис. Горло прикрашене контрастним чорно-білим малюнком. Колір тіла може бути від сіруватого до коричневого, з малюнком темно-коричневих або чорних плям на боках. Малюнок може бути дуже різний, але зазвичай плями чіткі, або злиті у вертикальні або горизонтальні смуги. Хвіст з чорним гребенем уздовж верху, він, як правило, темний на дистальній половині; біля основи хвоста неповні білі смуги.
Подібні види. Viverra zibetha має пропорційно трохи меншу голову, зазвичай має хвилясті смуги, а не плями на боках, хвіст з повними білими смугами; оболонки шкіри на нігтях і волохаті підошви ніг {видимі тільки тоді, коли тварина захоплена). Viverra tangalunga менша, з набагато більшими смугами на хвості.

## Поведінка
Харчується в основному вночі, на землі, полюючи на здобич в опалому листі. Здається, перебуває в основному в рівнинних лісах, нижче 300 м над рівнем моря.

## Загрози та охорона
Основними загрозами є втрата лісів — основного місця проживання, а також мисливство і потрапляння в пастки. Зустрічається на деяких природоохоронних територіях.